# Zero 40
Zero40 è una tournée di Renato Zero che celebrò il suo 40esimo compleanno.
Il concerto venne distribuito in whs nel 1991 e successivamente nel 2008 nel DVD Zero 40 Live.

## Le date
L'unica certezza riguardante le date della tournée è quella che afferma il fatto che furono 3 le tappe che si svolsero realmente, ovverosia quelle del 28, 29 e 30 settembre 1990.

## La scaletta
- Amico
- Per non essere così
- Ostinato amore
- Artisti
- Notte balorda
- Ed io ti seguirò
- Ho dato
- Talento
- I nuovi santi
- Il grande mare
- Rose
- Accade
- Il cielo
- Giorni

Altri brani eseguiti durante il tour: Marciapiedi, Più su e Nostalgia (Inedito)